# Jean-Philippe Cipriani
 (mars 2016).
Si vous disposez d'ouvrages ou d'articles de référence ou si vous connaissez des sites web de qualité traitant du thème abordé ici, merci de compléter l'article en donnant les références utiles à sa vérifiabilité et en les liant à la section « Notes et références ».
Jean-Philippe Cipriani est un journaliste, chroniqueur et animateur québécois. Il collabore notamment à l’émission ''Plus on est de fous, plus on lit'' (2011-2022) puis à ''Tout peut arriver'' (2023-...) à Radio-Canada Première.

## Biographie
Jean-Philippe Cipriani est originaire de Québec et a fait ses études en journalisme à l’Université du Québec à Montréal. Il participe à la fondation du journal L’Esprit simple du département de Communications en 2000.
Il participe au stage en journalisme au quotidien Le Soleil en 2001, où il collabore ensuite pendant quelques mois.
Il entre à Radio-Canada en octobre 2001, d’abord comme journaliste au site internet des sports sur la Toile, puis au site internet des nouvelles sur la Toile. Il est chef de pupitre pour les Jeux olympiques de 2002, 2004, 2006 et 2008. Il pilote aussi des couvertures spéciales sur Haïti, la guerre d'Irak, les budgets et les élections fédérales et provinciales.
En 2005, il devient webmestre et chroniqueur techno à RDI Matin le week-end. 
Après un stage d’été à la salle des nouvelles, il travaille quelques mois à Trois-Rivières, où il couvre notamment l’affaire Hérouxville.
En 2007, il revient à Montréal pour devenir reporter à la radio et à la télévision aux sports, puis aux arts, et enfin à l’économie. Il assume aussi sporadiquement la revue de presse et la lecture de bulletins de nouvelles, de même que l’affectation des correspondants à l’étranger du Module international.
Parallèlement, il collabore à diverses publications comme Urbania, La Presse et Le Trente.
En 2010, il est recruté comme scénariste pour la série documentaire Au nom du sport, qui explorait l’envers de la médaille dans le sport de compétition. Il joint aussi l’équipe de l’émission Le droit de savoir, sur le monde juridique, diffusée à Télé-Québec et au Canal Savoir.
En 2011, il devient chroniqueur littéraire à l’émission Plus on est de fous, plus on lit, où il traite de l’actualité vue par les livres.
En janvier 2012, il quitte la salle des nouvelles de Radio-Canada pour devenir chef des nouvelles du Huffington Post Québec. Son départ survient en même temps que celui de trois autres journalistes surnuméraires de la salle des nouvelles.
Il devient aussi chroniqueur à l’émission d’humour La soirée est (encore) jeune, animée par Jean-Philippe Wauthier.
Il quitte le Huffington Post Québec en novembre 2012 afin de poursuivre des projets documentaires à Télé-Québec. Il devient aussi blogueur à MSN Québec pour La tête dans la une.
En 2013, il fait partie de l’équipe de l’émission humoristique Les Bronzés font de la radio à Radio-Canada Première.
En 2014, il sera reporter à l’émission Ça vaut le coût, animée par Marie-Soleil Michon sur les ondes de Télé-Québec.
- Membre du conseil d’administration de la Fédération professionnelle des journalistes du Québec de 2003 à 2005
- Conférencier au colloque de la Fondation Trudeau sous le thème « Les médias et le bien commun », en 2012
- Conférencier au « Colloque sur la sécurité publique » en 2010
- Membre du jury au 60e Concours canadien de journalisme en 2009, du prix Judith-Jasmin en 2012 et du Prix du magazine canadien en 2013